# Kunčice nad Labem
Kunčice nad Labem là một làng thuộc huyện Trutnov, vùng Královéhradecký, Cộng hòa Séc.